# 적외선 분광법

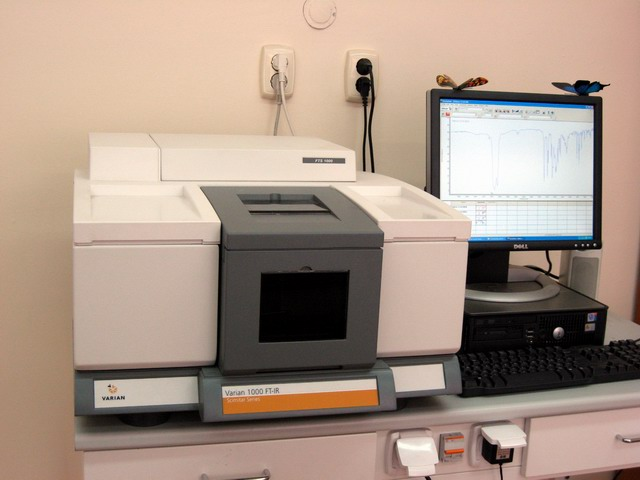

적외선 분광법 (赤外線分光法) 또는 IR 분광법, 진동 분광법 전자기파 중 적외선 영역을 다루는 분광법을 의미한다. 적외선은 가시광선보다 더 긴 파장 값과 더 작은 진동수 값을 가진다. 적외선 분광법에서는 주로 흡수 분광법에 기반한 기술을 다루게 된다. 이 기술은 다양한 화학 물질들을 분석하고 연구하는 데에 이용할 수 있다. 고체 또는 액체일 수도, 기체일 수도 있는 주어진 시료에 대해서, 적외선 분광법이 다루는 방법이나 기술은 물질이 흡수하는 적외선 영역의 전자기파 스펙트럼을 얻기 위해 적외선 분광계(또는 광도계)라 부르는 기계를 이용한다. 요즘 사용하는 기본적인 IR 스펙트럼은 대개 수평 축에는 진동수나 파장을 표시하고, 수직 축에는 수평 축의 값에 해당하는 전자기파에 대한 물질의 흡광도(또는 투과도)를 표시한다. 적외선 스펙트럼들에서 사용되는 전형적인 주파수 단위로는 의 기호로 표시되는 센티미터의 역수 값(이를 파수라고 하기도 합니다)을 이용한다. 적외선의 파장 단위는 주로 마이크로미터 단위로 주어지며(전에는 이를 “마이크론”이라고 부르기도 했다), 기호는 의 기호를 이용하는데, 이는 파수의 역수와 관련이 있다. 이 기술을 이용하는 일반적인 실험 기기는 푸리에 변환 적외선 분광기이다.
피전자기파 스펙트럼의 적외선 영역은 주로 근적외선, 중간 적외선, 원적외선의 세 영역으로 나뉜다. 이 영역들의 이름은 가시광선 스펙트럼 영역과 떨어진 정도와 관련이 있다. 상대적으로 큰 에너지를 가지는, 14000 - 1400의 영역(0.8 - 2.5 의 파장 영역과 같다)의 근적외선은 분자의 조화 진동을 들뜨게 할 수 있다. 중간 적외선, 거의 4000 - 400영역(2.5 - 하25 의 파장 영역과 같다)의 IR 스펙트럼은 분자의 기본 진동과 비슷하여, 이에 관련된 회전 진동 구조를 연구하는데에 이용될 수 있다. 원적외선 400 - 10영역(25 - 1000 의 파장 다영역과 동일하다)은 마이크로파 영역에 인접해 있으며, 상대적으로 낮은 에너지를 가지며 분자의 회전 스펙트럼의 연구에 이용할 수 있다. 이들 각각의 세분화된 영역들의 이름과 분류는 과학계의 관습이며, 분자의 성질이나 전자기적 특성과는 크게 관련이 없다.

## 같이 보기
- 천체화학
- 우주화학
- 적외선천문학
- 근적외선 분광법
- 라만 분광법